# Kalanchoe fernandesii
Kalanchoe fernandesii är en fetbladsväxtart som beskrevs av R.-hamet. Kalanchoe fernandesii ingår i släktet Kalanchoe och familjen fetbladsväxter. Inga underarter finns listade i Catalogue of Life.